# Nowa Wieś Zarębska

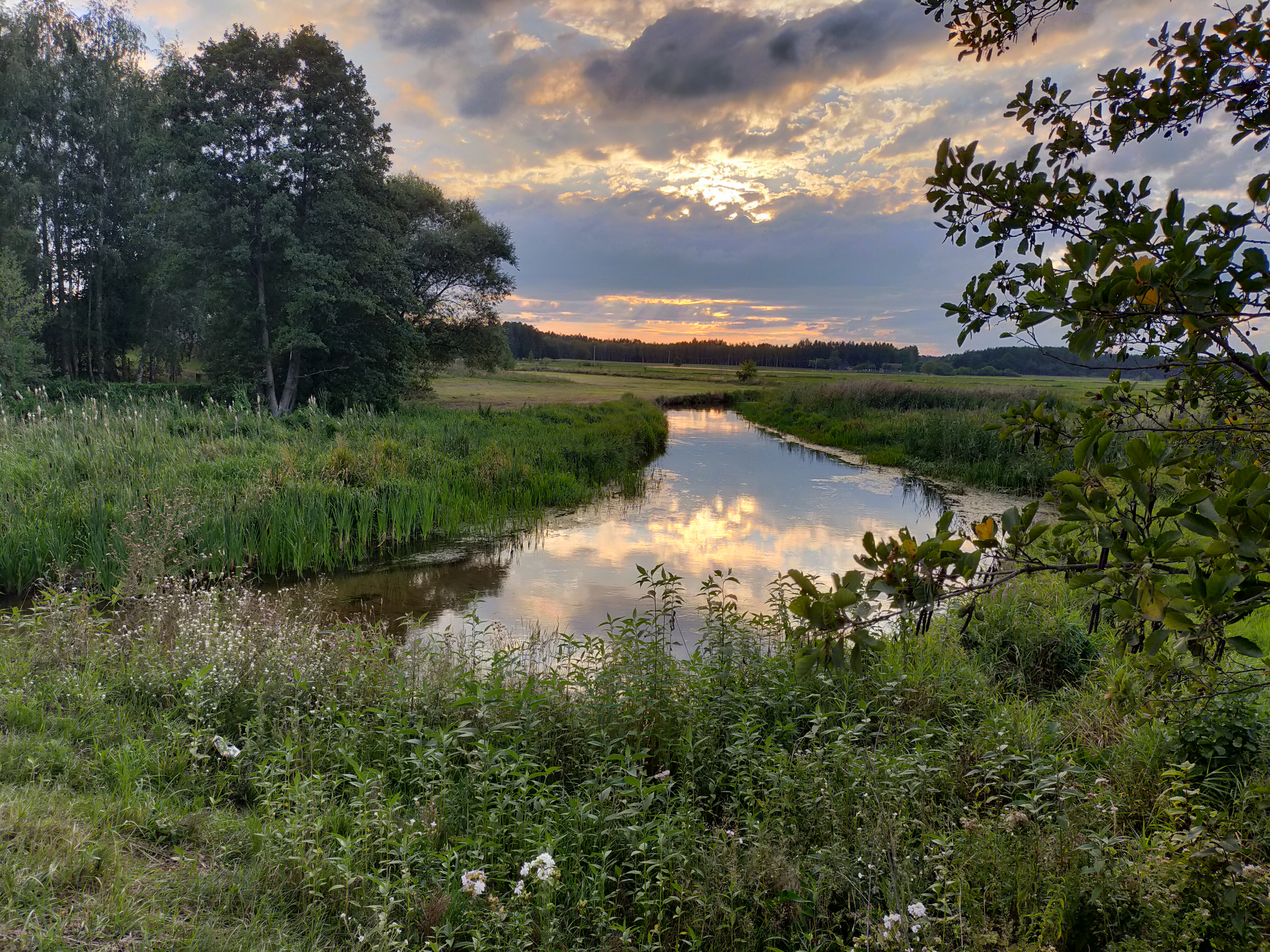
Rzeka Omulew w Nowej Wsi Zarębskiej

Nowa Wieś Zarębska – wieś sołecka w Polsce położona w województwie mazowieckim, w powiecie przasnyskim, w gminie Chorzele. Wieś jest położona nad rzeką Omulew.

## Historia
W latach 1975–1998 miejscowość administracyjnie należała do województwa ostrołęckiego.
Wieś nosiła wcześniej nazwę Nowa Wieś, jednak w 2002 zmieniono nazwę ze względu na obecność innej wsi o tej samej nazwie w gminie Chorzele. Decyzją Rady Gminy wytypowano wieś do zmiany nazwy (ze względu na wielkość), a decyzją mieszkańców ustalono nową nazwę.